# Paul Krenz (Bobfahrer)
Paul Krenz (* 19. November 1991 in Berlin) ist ein deutscher Bobsportler und ehemaliger Judoka.

## Werdegang
Paul Krenz wurde von seinem Vater Peter Krenz – einem Judoka, der in der Bundesliga kämpfte – für Judo begeistert. Im Superschwergewicht kämpfte er in der 2. Bundesliga für den SV Halle.
2014 wechselte Krenz zum Bobsport und startete im Dezember erstmals im Bob-Europacup und belegte in der Gesamtwertung den dritten Platz. Im Februar 2015 gewann er bei den Juniorenweltmeisterschaften im Zweierbob in Altenberg als Anschieber und Christoph Hafer als Pilot die Silbermedaille. Mit Richard Ölsner an den Lenkseilen gewann er 2016 nun für den Mitteldeutschen Sportclub aus Magdeburg fahrend bei den Juniorenweltmeisterschaften im Zweierbob in Winterberg die Bronzemedaille im Zweierbob. Bei den Juniorenweltmeisterschaften 2017 im Viererbob in Winterberg gewann er mit Pilot Christoph Hafer die Silbermedaille und 2018 in St. Moritz mit Bobpilot Bennet Buchmüller die Bronzemedaille. Zu den olympischen Spielen 2018 in Pyeongchang war Krenz als Ersatzmann nominiert.
Nachdem Kevin Kuske seine Karriere beendet hatte, entschied sich Nico Walther für den sprintstarken Krenz als einen neuen Anschieber für seine Bobs. So startete er 2018/19 erstmals im Weltcup. Gleich beim ersten Start in Winterberg gewann er sein erstes Weltcuprennen im Viererbob. Dank drei weiterer Podiumsplätzen belegte er im Viererbob den vierten Platz in der Gesamtwertung. Im Zweier belegten Walther und Krenz den dritten Platz in der Gesamtwertung. Als sprintstärkster Athlet sowohl auf der Seitenposition (4,53 Sekunden auf 35 Meter) als auch auf Bremse (5,57 Sekunden auf 45 Meter) qualifizierte er sich für die Weltmeisterschaften in Whistler. Mit dem Piloten Nico Walther gewann er dann am 3. März 2019 im Zweierbob die Bronzemedaille.